# АС Оулу
АС Оулу (фін. AC Oulu) — фінський футбольний клуб з міста Оулу.

## Історія
Клуб заснуваний в 2002 році, як спільна ініціатива трьох клубів ОЛС, ОПС та ОТП з метою повернення футболу вищого рівня до Оулу. На початку 90-их у Вейккауслізі вже брала участь футбольна команда з Оулу але в сили причин вона припинила існування.
Новий клуб перші чотири сезони відіграв у Юккенен другому за значимістю дивізіоні. 
У 2007 «АС Оулу» дебютував у Вейккауслізі але за підсумками чемпіонату вибув до Юккенен. Через два роки клуб знову отримав право на підвищення але і цього разу вибув з ліги через погану економічну ситуацію.
Наступного разу команда з Оулу отримала право на підвищення в 2020 році.

## Стадіон
Домашня арена клубу «Раатті Стадіон», відкрита в 1953 році та реконструйована у 2009–2011 роках. Стадіон вміщує 4,392 глядачів.

## Досягнення
- Фіналіст Кубка Ліги Фінляндії: 1
  - 2023

## Відомі гравці
- Брент Санчо
- Дмитро Бровкін